# Hieronymus Roth (Politiker, 1826)

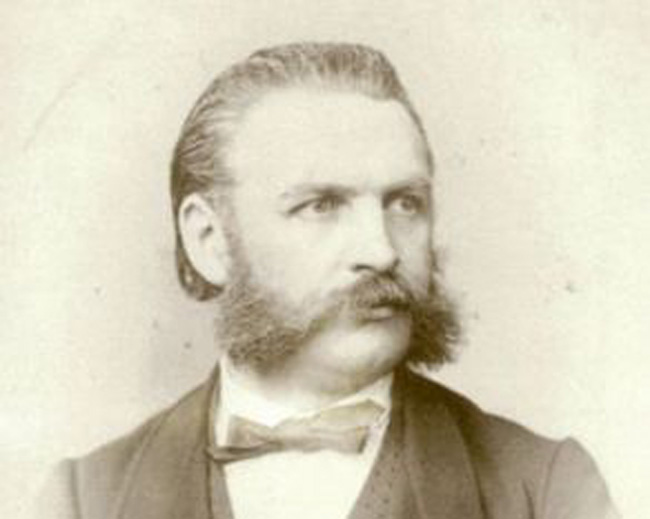
Hieronymus von Roth

Hieronymus Roth, seit 1867 Ritter von Roth, (* 4. Mai 1826 in Willomitz, Böhmen; † 12. Dezember 1897 in Oberrohrbach, Niederösterreich) war ein österreichischer Politiker.

## Leben
Nach dem Studium der Rechtswissenschaften in Prag arbeitete Roth von 1863 bis 1870 als Rechtsanwalt in Trautenau und war ab 1864 Bürgermeister. Roth befand sich mit 18 weiteren Bürgern in 80-tägiger preußischer Gefangenschaft in Glogau. Dafür erhielt er die Ehrenbürgerschaft der Stadt und die einiger benachbarter Orte. Kaiser Franz Joseph I. dekorierte ihn mit dem Orden der Eisernen Krone III. Klasse und erhob ihn in den Ritterstand. Er war Mitglied des Böhmischen Landtages und Abgeordneter zum Reichsrat für den Wahlbezirk Trautenau, Arnau, Marschendorf, Schatzlar, Braunau und Politz. Den Rest seines Lebens verbrachte er auf seinem Anwesen Eichberg bei Korneuburg, wo er ebenfalls politisch aktiv war. Über seine Gefangenschaft in Preußen schrieb er ein Buch.